# Tour of Oman 2017
Il Tour of Oman 2017, ottava edizione della corsa, valevole come evento dell'UCI Asia Tour 2017 categoria 2.HC, si svolse in sei tappe dal 14 al 19 febbraio 2017 su un percorso di 884,5 km, con partenza da Al Sawadi Beach e arrivo a Matrah Corniche, in Oman. La vittoria fu appannaggio del belga Ben Hermans, che completò il percorso in 20h56'20" precedendo il portoghese Rui Costa e l'italiano Fabio Aru.
Al traguardo di Matrah Corniche 139 ciclisti, su 143 partiti da Al Sawadi Beach, portarono a termine la competizione.

## Tappe
| Tappa  | Data        | Percorso                           | km    | Vincitore di tappa   | Leader cl. generale |
| ------ | ----------- | ---------------------------------- | ----- | -------------------- | ------------------- |
| 1ª     | 14 febbraio | Al Sawadi Beach > Naseem Park      | 176,5 | Alexander Kristoff   | Alexander Kristoff  |
| 2ª     | 15 febbraio | Nakhal > Al Bustan                 | 145,5 | Ben Hermans          | Ben Hermans         |
| 3ª     | 16 febbraio | Sultan Qaboos University > Quriyat | 162   | Søren Kragh Andersen | Ben Hermans         |
| 4ª     | 17 febbraio | Yiti > Ministry of Tourism         | 118   | Alexander Kristoff   | Ben Hermans         |
| 5ª     | 18 febbraio | Samail > Jabal Al Akhdar           | 152   | Ben Hermans          | Ben Hermans         |
| 6ª     | 19 febbraio | The Wave Muscat > Matrah Corniche  | 130,5 | Alexander Kristoff   | Ben Hermans         |
| Totale | Totale      | Totale                             | 884,5 |                      |                     |

## Squadre e corridori partecipanti
| N.    | Cod. | Squadra              |
| ----- | ---- | -------------------- |
| 1-8   | AST  | Astana Pro Team      |
| 11-18 | ALM  | AG2R La Mondiale     |
| 21-28 | BMC  | BMC Racing Team      |
| 31-38 | KAT  | Team Katusha Alpecin |
| 41-48 | UAD  | UAE Abu Dhabi        |
| 51-58 | QST  | Quick-Step Floors    |
| 61-68 | DDD  | Team Dimension Data  |
| 71-78 | ABS  | Aqua Blue Sport      |
| 81-88 | SUN  | Team Sunweb          |

| N.      | Cod. | Squadra                          |
| ------- | ---- | -------------------------------- |
| 91-98   | TBM  | Bahrain-Merida                   |
| 101-108 | SVB  | Sport Vlaanderen-Baloise         |
| 111-118 | WGG  | Wanty-Groupe Gobert              |
| 121-128 | UHC  | UnitedHealthcare                 |
| 131-138 | NIP  | Nippo-Vini Fantini               |
| 141-148 | CCC  | CCC Sprandi Polkowice            |
| 151-158 | WIL  | Wilier Triestina-Selle Italia    |
| 161-167 | DMP  | Delko Marseille Provence KTM     |
| 171-178 | WVA  | WB Veranclassic Aquality Protect |

## Dettagli delle tappe

### 1ª tappa
- 14 febbraio: Al Sawadi Beach > Naseem Park – 176,5 km

Risultati
| Pos. | Corridore          | Squadra      | Tempo    |
| ---- | ------------------ | ------------ | -------- |
| 1    | Alexander Kristoff | Katusha      | 3h46'29" |
| 2    | Kristian Sbaragli  | Dimension    | s.t.     |
| 3    | Sonny Colbrelli    | Bahrain-Mer. | s.t.     |

| Pos. | Corridore          | Squadra   | Tempo    |
| ---- | ------------------ | --------- | -------- |
| 1    | Alexander Kristoff | Katusha   | 3h46'19" |
| 2    | Kristian Sbaragli  | Dimension | a 4"     |
| 3    | Aimé De Gendt      | Sport Vl. | s.t.     |

### 2ª tappa
- 15 febbraio: Nakhal > Al Bustan – 145,5 km

Risultati
| Pos. | Corridore      | Squadra | Tempo    |
| ---- | -------------- | ------- | -------- |
| 1    | Ben Hermans    | BMC     | 3h20'49" |
| 2    | Rui Costa      | UAE     | s.t.     |
| 3    | Jakob Fuglsang | Astana  | s.t.     |

| Pos. | Corridore      | Squadra | Tempo    |
| ---- | -------------- | ------- | -------- |
| 1    | Ben Hermans    | BMC     | 7h07'08" |
| 2    | Rui Costa      | UAE     | a 4"     |
| 3    | Jakob Fuglsang | Astana  | a 6"     |

### 3ª tappa
- 16 febbraio: Sultan Qaboos University > Quriyat – 162 km

Risultati
| Pos. | Corridore         | Squadra | Tempo    |
| ---- | ----------------- | ------- | -------- |
| 1    | S. Kragh Andersen | Sunweb  | 3h53'11" |
| 2    | Rui Costa         | UAE     | s.t.     |
| 3    | Ben Hermans       | BMC     | s.t.     |

| Pos. | Corridore      | Squadra | Tempo     |
| ---- | -------------- | ------- | --------- |
| 1    | Ben Hermans    | BMC     | 11h00'15" |
| 2    | Rui Costa      | UAE     | a 2"      |
| 3    | Jakob Fuglsang | Astana  | a 10"     |

### 4ª tappa
- 17 febbraio: Yiti > Ministry of Tourism – 118 km

Risultati
| Pos. | Corridore          | Squadra      | Tempo    |
| ---- | ------------------ | ------------ | -------- |
| 1    | Alexander Kristoff | Katusha      | 2h50'29" |
| 2    | Sonny Colbrelli    | Bahrain-Mer. | s.t.     |
| 3    | Greg Van Avermaet  | Astana       | s.t.     |

| Pos. | Corridore      | Squadra | Tempo     |
| ---- | -------------- | ------- | --------- |
| 1    | Ben Hermans    | BMC     | 13h50'41" |
| 2    | Rui Costa      | UAE     | a 5"      |
| 3    | Jakob Fuglsang | Astana  | a 13"     |

### 5ª tappa
- 18 febbraio: Samail > Jabal Al Akhdar – 152 km

Risultati
| Pos. | Corridore   | Squadra | Tempo    |
| ---- | ----------- | ------- | -------- |
| 1    | Ben Hermans | BMC     | 4h08'46" |
| 2    | Fabio Aru   | Astana  | a 3"     |
| 3    | Rui Costa   | UAE     | a 11"    |

| Pos. | Corridore   | Squadra | Tempo     |
| ---- | ----------- | ------- | --------- |
| 1    | Ben Hermans | BMC     | 17h59'17" |
| 2    | Rui Costa   | UAE     | a 22"     |
| 3    | Fabio Aru   | Astana  | a 35"     |

### 6ª tappa
- 19 febbraio: The Wave Muscat > Matrah Corniche – 130,5 km

Risultati
| Pos. | Corridore          | Squadra | Tempo    |
| ---- | ------------------ | ------- | -------- |
| 1    | Alexander Kristoff | Katusha | 2h57'03" |
| 2    | Eduard Grosu       | Nippo   | s.t.     |
| 3    | Sacha Modolo       | UAE     | s.t.     |

| Pos. | Corridore   | Squadra | Tempo     |
| ---- | ----------- | ------- | --------- |
| 1    | Ben Hermans | BMC     | 20h56'20" |
| 2    | Rui Costa   | UAE     | a 22"     |
| 3    | Fabio Aru   | Astana  | a 35"     |

## Evoluzione delle classifiche
| Tappa              | Vincitore            | Classifica generale Maglia rossa | Classifica a punti Maglia verde | Classifica giovani Maglia bianca | Classifica combattività Maglia rosso-verde | Classifica a squadre Numero giallo |
| ------------------ | -------------------- | -------------------------------- | ------------------------------- | -------------------------------- | ------------------------------------------ | ---------------------------------- |
| 1ª                 | Alexander Kristoff   | Alexander Kristoff               | Alexander Kristoff              | Aimé De Gendt                    | Aimé De Gendt                              | UAE Abu Dhabi                      |
| 2ª                 | Ben Hermans          | Ben Hermans                      | Alexander Kristoff              | Merhawi Kudus                    | Mark Christian                             | Team Dimension Data                |
| 3ª                 | Søren Kragh Andersen | Ben Hermans                      | Ben Hermans                     | Merhawi Kudus                    | Mark Christian                             | Team Dimension Data                |
| 4ª                 | Alexander Kristoff   | Ben Hermans                      | Alexander Kristoff              | Merhawi Kudus                    | Stefan Denifl                              | Team Dimension Data                |
| 5ª                 | Ben Hermans          | Ben Hermans                      | Ben Hermans                     | Merhawi Kudus                    | Mark Christian                             | Team Dimension Data                |
| 6ª                 | Alexander Kristoff   | Ben Hermans                      | Alexander Kristoff              | Merhawi Kudus                    | Aimé De Gendt                              | Team Dimension Data                |
| Classifiche finali | Classifiche finali   | Ben Hermans                      | Alexander Kristoff              | Merhawi Kudus                    | Aimé De Gendt                              | Team Dimension Data                |

## Classifiche finali

### Classifica generale - Maglia rossa
| Pos. | Corridore         | Squadra      | Tempo     |
| ---- | ----------------- | ------------ | --------- |
| 1    | Ben Hermans       | BMC          | 20h56'20" |
| 2    | Rui Costa         | UAE          | a 22"     |
| 3    | Fabio Aru         | Astana       | a 35"     |
| 4    | Merhawi Kudus     | Dimension    | a 58"     |
| 5    | Tsgabu Grmay      | Bahrain-Mer. | a 1'12"   |
| 6    | Romain Bardet     | AG2R         | a 1'17"   |
| 7    | Mathias Frank     | AG2R         | a 1'19"   |
| 8    | Lachlan Morton    | Dimension    | a 1'21"   |
| 9    | Giovanni Visconti | Bahrain-Mer. | a 1'33"   |
| 10   | Nathan Haas       | Dimension    | a 1'38"   |

### Classifica a punti - Maglia verde
| Pos. | Corridore          | Squadra      | Punti |
| ---- | ------------------ | ------------ | ----- |
| 1    | Alexander Kristoff | Katusha      | 47    |
| 2    | Ben Hermans        | BMC          | 42    |
| 3    | Rui Costa          | UAE          | 33    |
| 4    | Sonny Colbrelli    | Bahrain-Mer. | 25    |
| 5    | Kristian Sbaragli  | Dimension    | 19    |

### Classifica giovani - Maglia bianca
| Pos. | Corridore         | Squadra    | Tempo     |
| ---- | ----------------- | ---------- | --------- |
| 1    | Merhawi Kudus     | Dimension  | 20h57'18" |
| 2    | Lachlan Morton    | Dimension  | a 23"     |
| 3    | Laurens De Plus   | Quick-Step | a 1'04"   |
| 4    | S. Kragh Andersen | Sunweb     | s.t.      |
| 5    | Daniel Pearson    | Aqua Blue  | a 1'20"   |

### Classifica a squadre
| Pos. | Squadra             | Tempo     |
| ---- | ------------------- | --------- |
| 1    | Team Dimension Data | 62h52'46" |
| 2    | AG2R La Mondiale    | a 2'12"   |
| 3    | Astana Pro Team     | a 2'20"   |
| 4    | Bahrain-Merida      | a 4'42"   |
| 5    | BMC Racing Team     | a 5'17"   |